# Herma Kirchschlägerová
Herma Katharina Anna Kirchschlägerová (rozená Sorger; 15. května 1916 Vídeň – 30. května 2009 Vídeň) byla manželkou Rudolfa Kirchschlägera, bývalého ministra zahraničních věcí a později spolkového prezidenta Rakouska. Vzali se 17. srpna 1940 a měli spolu dvě děti: Christa (* 14. srpna 1944) a Walter (* 27. dubna 1947).

## Vyznamenání
- Velkokříž Řádu prince Jindřicha, Portugalsko (1984)[4]